# Lac Sammamish
Le lac Sammamish est un lac de 11 km de long situé à l'est de la ville de Seattle aux États-Unis dans l'État de Washington. Il se situe également à l'est du lac Washington. Ses eaux se dirigent dans le lac Washington par la rivière Sammamish (en). Le lac accueille différentes activités nautiques.
La région entourant le lac s'est rapidement urbanisée à partir de la fin des années 1990 et au début du XXIe siècle.